# Nelsonov sindrom
Nelsonov sindrom je naziv za povećanje hipofize i pojačano lučenje njenih hormona (adrenokortikotropnog hormona ACTH i melanotropina MSH), koje nastaje nakon kirurškog odstranjenja nadbubrežnih žlijezda (adrenelektomija), što se je koristilo kao metoda liječenja Cushingove bolesti. Pojačano lučenje MSH uzrokuje pojačanu pigmentaciju kože, dok samo lokalno širenje hipofize može uzrokovati glavobolje, oštečenje vidnih puteva, prodoru u kavernozne sinuse. Liječi se zračenjem ili kirurškim uklanjanjem. Sindrom je nazvan po američkom liječniku Don Nelsonu, koji ga je prvi opisao 1960.g.
|  | Molimo pročitajte upozorenje o korištenju medicinskih informacija. Ne provodite liječenje bez savjetovanja s liječnikom! |